# Jovi optimo maximo
Pour les articles homonymes, voir IOM.
Jovi Optimo Maximo, ou Iovi Optimo Maximo, ou encore IOM est une formule latine antique adressée à Jupiter qui signifie « à Jupiter le très bon, le très grand ».
On la trouve dans la formule d'ex-voto IOM VSLM, abrégé de Iovi Optimo Maximo Votum Solvit Libens Merito, traduit par (untel) s’acquitte de son vœu envers Jupiter très bon très grand avec reconnaissance pour une faveur accordée (référence CIL 02, 07, 0002).
Elle a inspiré la formulation chrétienne Deo optimo maximo.[réf. nécessaire]